# Philippe Gaumont

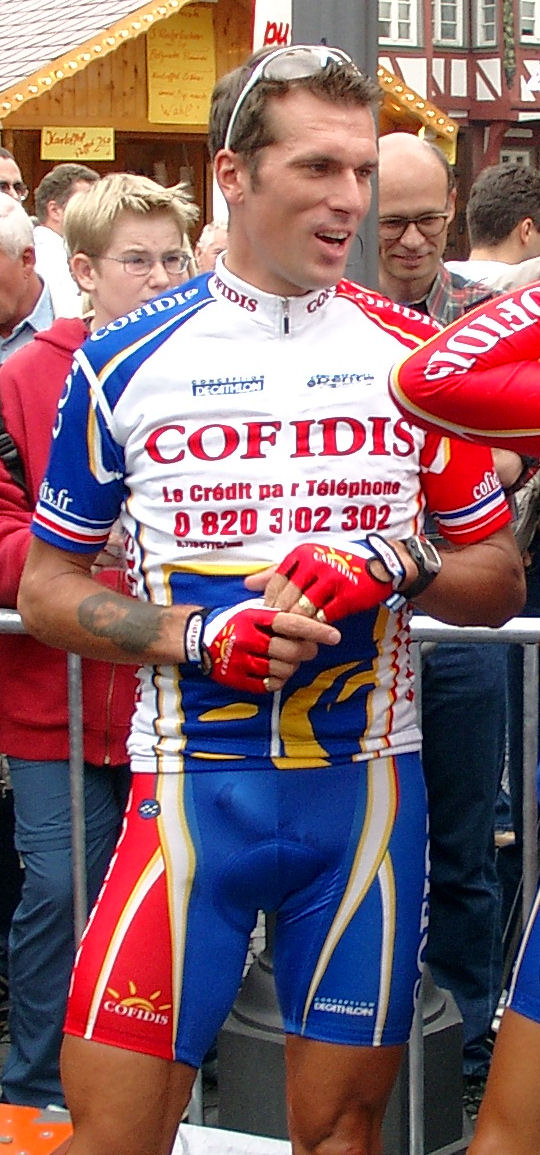
Philippe Gaumont (2003)

Philippe „La Gaume“ Gaumont (* 22. Februar 1973 in Amiens; † 17. Mai 2013 in Arras) war ein französischer Radrennfahrer.

## Karriere
Gaumont war als Amateur für Marcq-en-Barœul aktiv. Seinen international wertvollsten Erfolg als Amateur erzielte er bei den Olympischen Sommerspielen 1992, als er gemeinsam mit Didier Faivre-Pierret, Jean-Louis Harel und Hervé Boussard beim Mannschaftszeitfahren über 102,8 km die Bronzemedaille gewann. Im Jahr 2000 wurde er mit seinem Team französischer Meister im Mannschaftszeitfahren. In den Jahren 2000 und 2002 gewann er zudem die nationale Meisterschaft in der Einzelverfolgung.
Seine Karriere als Profi begann 1994 im Castorama-Team. 1997 gewann er das Rennen Gent–Wevelgem. Nach seiner Karriere führte er ein Café in Amiens. Nach einem Herzinfarkt im April 2013 lag Gaumont zunächst im Koma, bis am 13. Mai 2013 sein Hirntod festgestellt wurde.

## Dopingaffären
Philippe Gaumont war mehrmals in Dopingaffären verwickelt. 1996 wechselte er zum Team GAN und wurde im gleichen Jahr erstmals positiv auf Nandrolon getestet. Ein Jahr später wechselte er zum Team Cofidis, bei dem er bis zum Ende seiner Karriere 2004 blieb. 1998 wurde er erneut zweimal positiv auf Nandrolon getestet. Ein Jahr später ergaben Bluttests die Einnahme von Amphetaminen.
2004 gab er im Zuge der Cofidis-Affäre zu, regelmäßig seit Beginn seiner Karriere gedopt zu haben, auch mit EPO. Nach seinem Rücktritt vom Radsport schrieb er das Buch Prisonnier du dopage (Gefangener des Dopings).